# Global Descriptor Table

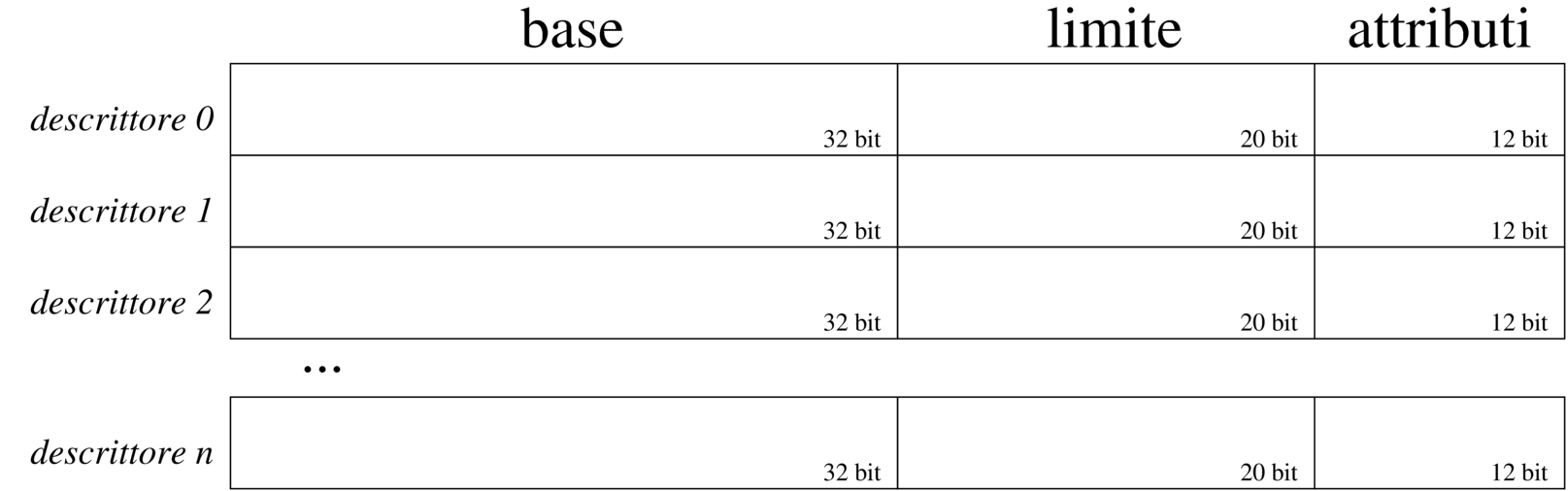
Global Descriptor Table

La  tabella  dei descrittori globale o Global Descriptor Table (GDT) è una struttura dati usata dai processori della famiglia x86 di Intel, a partire dall'80286, per definire varie aree di memoria nell'esecuzione di un programma, come per esempio l'indirizzo base, la dimensione e i privilegi di accesso come l'eseguibilità e la scrittura.
Queste aree di memoria sono chiamate segmenti nella terminologia Intel.
La GDT contiene altro oltre ai descrittori di segmento.  Ogni 8 byte nella GDT rappresentano un descrittore, ma questi possono essere descrittori Task State Segment (o TSS), descrittori LDT, o descrittori Call gate.  Gli ultimi, i Call Gate, sono particolarmente importanti per trasferire il controllo tra i vari livelli di privilegi degli x86, anche se questo metodo non è utilizzato dai moderni sistemi operativi.

## Come lavora il sistema operativo
Per caricare la GDT il sistema operativo deve eseguire l'istruzione LGDT addr, dove addr è l'indirizzo della struttura che rappresenta il registro della GDT.
Questo registro, composto da 48 bit, ha questa struttura:
| Dimensione | Nome  | Descrizione                             |
| ---------- | ----- | --------------------------------------- |
| word       | Limit | Dimensione in byte totale della GDT - 1 |
| dword      | Base  | Indirizzo fisico della GDT              |

## La tabella dei descrittori globali
La dimensione massima della GDT è di 8192 elementi, questo poiché in una memoria segmentata si hanno in genere 214 (16384) segmenti, la metà dei quali (8192) assegnati a informazioni di sistema, l'altra alle informazioni dei processi utente. La metà dei descrittori è dunque memorizzata nella GDT, l'altra metà nella LDT.
I processori Intel richiedono che il primo elemento della GDT, e quindi i primi 8 byte, sia settato a 0.
Ogni elemento della GDT ha questa struttura:
| Dimensione | Nome        | Descrizione               |
| ---------- | ----------- | ------------------------- |
| word       | LimitLow    | I primi 16 bit del Limit  |
| word       | BaseLow     | I primi 16 bit della Base |
| byte       | BaseMiddle  | I bit 17 - 24 della Base  |
| byte       | Access      | Vedi sotto                |
| byte       | Granularity | Vedi sotto                |
| byte       | BaseHigh    | I bit 25 - 32 della Base  |

### Base
Il campo base (32 bit) è formato dai campi BaseLow (16 bit), BaseMiddle (8 bit) e BaseHigh (8 bit).
Questo campo indica l'indirizzo fisico da cui comincia il segmento. Diversi segmenti possono "sovrapporsi"

### Limit
Il campo limit (20 bit) è formato dal campo LimitLow (16 bit), e i 4 bit più bassi del campo Granularity.
Questo campo indica la lunghezza del segmento, non l'indirizzo finale!
I 20 bit del campo limit sono da interpretare come numero di unità da 8 byte o come numero di pagina indirizzabili all'interno del segmento. Se dunque si utilizzano pagina da 4 KB (12 bit) e il campo limit ha il valore 0xFFFFF la dimensione del segmento è pari a 4 GB (dimensione massima di un segmento in una macchina a 32 bit).
Quindi un segmento copre le aree di memoria comprese tra 'Base' e 'Base + Limit'

### Access
Il campo access contiene diverse informazioni. Ogni bit specifica come viene utilizzato quel segmento:
| Bit   | Nome    | Descrizione |
| ----- | ------- | --- |
| 7     | Present | Indica se il segmento è presente o no in memoria, viene impostato sempre ad 1                                                                  |
| 6 - 5 | DPL     | Indica il livello di privilegio rispetto alla CPU di quel segmento                                                                             |
| 4     | System  | Se impostato a 1, la CPU utilizza questo segmento per dati e codice, se impostato a 0, si tratta di un TSS (Task State Segment) o un Call Gate |
| 3 - 0 | Type    | Indica al processore i diritti che ha sul segmento (read-only/write ad esempio)                                                                |

### Granularity
Il campo granularity, così come il campo access fornisce diverse informazioni:
| Bit   | Nome           | Descrizione |
| ----- | -------------- | --- |
| 7     | Granularity    | se impostato ad 1, il campo limit viene moltiplicato per 4096. In questo modo si può ottenere come dimensione massima del segmento 4 GB, altrimenti, a 0, la dimensione massima è di 1 MB. |
| 6     | Operation Size | Indica se il segmento viene utilizzato a 16 o a 32 bit |
| 5     | Reserved       | Deve essere impostato a 0 |
| 4     | AVL            | Questo campo veniva utilizzato nei processori precedenti alla serie Pentium. Ora è utilizzabile liberamente dal sistema operativo                                                          |
| 3 - 0 | LimitHigh      | I 4 bit più alti del campo Limit |